# Étienne II de Bavière
Pour les articles homonymes, voir Étienne II.
Étienne II de Bavière, né en 1319, mort en 1375 à Landshut, fut duc de Bavière de 1347 à 1375. Étienne était le fils de l’empereur Louis IV et de sa première femme Béatrice de Świdnica. Il était membre de la dynastie des Wittelsbach.

## Biographie
En 1340, Louis IV le Bavarois réunit la Haute-Bavière et la Basse-Bavière avec pour unique capitale Munich. Mais le duché fut à nouveau scindé neuf ans plus tard : ses cinq fils partagèrent le duché entre Straubing-Hollande, Haute-Bavière et Basse-Bavière-Landshut. Cette dernière région échut à Étienne II, lequel parvint à réunir à son fief celui de Haute-Bavière (1363) après la mort de son frère Louis V étant décédé.
À la mort d'Étienne II, ses trois fils Étienne III, Frédéric et Jean II lui succédèrent, d'abord conjointement, puis ils procédèrent à un nouveau partage du duché (1392) : furent créés les trois duchés de Bavière-Munich (à Jean), Bavière-Ingolstadt (à Étienne) et Bavière-Landshut. Le premier duc de la région la plus riche, celle de Bavière-Landshut, fut Frédéric le Sage, qui régna de 1375 à 1393 et qui inaugura l'ère des riches ducs de Landshut.

## Mariage et descendance
En 1329, il épouse Élisabeth de Sicile (1310-1349), fille du roi Frédéric II de Sicile et d'Éléonore d'Anjou. De cette union sont issus :
- Étienne III de Bavière
- Agnès de Bavière (v.1338-?), mariée en 1356 à Jacques de Lusignan (1334-1398), roi de Chypre en 1382
- Frédéric de Bavière
- Jean II de Bavière

Il se remarie le 14 février 1359 à Landshut, avec Marguerite de Nuremberg (morte en 1377), fille du burgrave Jean II de Nuremberg, à la mort de sa première épouse. Le mariage est resté sans enfant.

## Sources
- Monique Ornato, Répertoire de personnages apparentés à la couronne de France aux XIVe et XVe siècles, Publications de la Sorbonne, 2001